# Omne
Omne är en småort i Nordingrå socken i Kramfors kommun i Västernorrlands län.

## Befolkningsutveckling
| Befolkningsutvecklingen i Omne 1990–2015 | Befolkningsutvecklingen i Omne 1990–2015 | Befolkningsutvecklingen i Omne 1990–2015 | Befolkningsutvecklingen i Omne 1990–2015 | Befolkningsutvecklingen i Omne 1990–2015 |
| ---------------------------------------- | ---------------------------------------- | ---------------------------------------- | ---------------------------------------- | ---------------------------------------- |
|                                          |                                          |                                          |                                          |                                          |
| År                                       |                                          |                                          | Folkmängd                                | Areal (ha)                               |
| 1990                                     | 1990                                     |                                          | 76                                       | 22#                                      |
| 1995                                     | 1995                                     |                                          | 75                                       | 23#                                      |
| 2000                                     | 2000                                     |                                          | 62                                       | 23#                                      |
| 2005                                     | 2005                                     |                                          | 63                                       | 23#                                      |
| 2010                                     | 2010                                     |                                          | 59                                       | 26#                                      |
| 2015                                     | 2015                                     |                                          | 63                                       | 34#                                      |
| Anm.: # Som småort.                      |                                          |                                          |                                          |                                          |